# Lillooet (British Columbia)
Lillooet [ˈlɪloʊ.ɛt] ist eine Gemeinde im Squamish-Lillooet Regional District in British Columbia, Kanada. Der Ort liegt an der Einmündung des Seton River in den Fraser River. Lillooet liegt bereits im Regenschatten der Coast Mountains und hat nur jährlich 260 Millimeter Niederschlag.

## Geschichte
Der Ort entstand durch den Goldrausch von 1858, als hier die Kanuroute über den Harrison Lake, eine Route, die den Fraser Canyon umging, auf den Fraser traf. Zur Blütezeit des Goldrausches soll Lillooet 20.000 Einwohner gehabt haben.
1912 erhielt der Ort einen Bahnanschluss durch die Canadian Pacific Railway.
Als während des Zweiten Weltkrieges die Internierung von japanischstämmigen Kanadiern erfolgte, war die Gemeinde einer der Orte die dafür ausgewählt wurden.
Neben einigen Bauten aus der Pionierzeit steht oberhalb des Ortes der Hangingman Tree, eine Kiefer, an dem Richter Matthew Baillie Begbie angeblich Missetäter hat aufhängen lassen. In der ehemaligen anglikanischen Kirche befindet sich ein kleines Museum zur Goldrauschgeschichte und zum Bau der Eisenbahn. Gegenüber dem Museum steht der „0 Meilen Stein“, hier begann die Straße Richtung Norden, die über Orte wie 100 Mile House führte. Die Brücke über den Fraser trägt seit ihrer Eröffnung 1981 den Namen The Bridge of the 23 Camels als Erinnerung an die 23 Kamele, die während des Goldrauschs als Transporttiere importiert wurden, sich jedoch nicht bewährten. Die Hängebrücke aus dem Jahr 1913, eine Konstruktion aus Holz und Stahl, wird seit dem „The Old Bridge“ genannt und ist für den motorisierten Verkehr gesperrt.

## Demographie
Der Zensus im Jahr 2011 ergab für die Distriktgemeinde eine Bevölkerungszahl von 2.322 Einwohnern. Die Bevölkerung der Stadt hatte dabei im Vergleich zum Zensus von 2006 nur um 0,1 % abgenommen, während die Bevölkerung in der Provinz British Columbia gleichzeitig um 7,0 % anwuchs.

## Verkehr
In Lillooet endet der aus Süden kommende Highway 12. Weiterhin passiert aus Südwesten kommend der Highway 99 den Ort. Dieser verläuft dann noch etwa 80 Kilometer weiter Richtung Osten, bevor er in Cache Creek endet.
Durch die Gemeinde verläuft heute eine Eisenbahnstrecke der Canadian National Railway (CN), vormals der British Columbia Rails (BC Rail) gehörig. BC Rail stellte den Personenverkehr 2002 ein. Ersetzt wurde der Verkehr, vor allem für Schulkinder, aber auch Bewohner die im nächstgrößeren Ort Seton Portage einkaufen wollen, durch den Tsal’alh Seton Train, einem als Zweiwegefahrzeug umgebauten Schulbus. Die eingleisige, nicht elektrifizierte Strecke führt in Ufernähe direkt am Seton Lake entlang, während die Straße serpentinenartig über die steil ansteigenden Berghänge führt und oft durch Erdrutsche, Steinschläge oder Schneelawinen unpassierbar ist.
Etwa 2 Kilometer Ost-Süd-Ost der Gemeinde befindet sich der Flugplatz von Lillooet (ICAO-Code:CYLI). Der Flugplatz hat nur eine asphaltierte Start- und Landebahn von 1.216 Meter länge.